# Thor: Iubire și Tunete
Thor: Iubire și Tunete (titlu original Thor: Love and Thunder) este un film american cu supereroi din 2022 regizat de Taika Waititi. Rolurile principale au fost interpretate de actorii Chris Hemsworth, Christian Bale, Tessa Thompson, Jaimie Alexander, Taika Waititi, Russell Crowe și Natalie Portman.

## Distribuție
- Chris Hemsworth - Thor
- Christian Bale - Gorr the God Butcher
- Tessa Thompson - Valkyrie
- Jaimie Alexander - Sif
- Taika Waititi - Korg
- Russell Crowe - Zeus
- Natalie Portman - Jane Foster / Mighty Thor